# Нентерсгаузен (Гессен)
Нентерсгаузен (нім. Nentershausen) — громада в Німеччині, знаходиться в землі Гессен. Підпорядковується адміністративному округу Кассель. Входить до складу району Герсфельд-Ротенбург.
Площа — 57,06 км2. Населення становить 2547 ос. (станом на 31 грудня 2020).